# Ганозис
Ганозис происходит от греческого слова греч. γάνοσις ganōsis и означает «сияние». Ганозис определяется как обработка поверхности воском в качестве основного ингредиента, которая может включать и другие ингредиенты. После этого воск можно отполировать. Древние техники энкаустики и ганозиса стали предметом многочисленных дискуссий и экспериментов в период после раскопок Помпей и Геркуланума, где были найдены древние настенные росписи, поскольку считалось , что они были нарисованы или обработаны воском.

## Ганозис в древности

### Древние авторы о ганозисе
Согласно древним источникам, воск использовался для обработки поверхности оружия, настенной живописи и скульптуры.
Плиний Старший пишет в своей «Естественной истории» (NH 33.40): «… Поверхность, окрашенная киноварью, разрушается под воздействием солнца и лунного света. Чтобы этого не произошло, нужно дать стене высохнуть, а затем обработать ее поверхность пуническим воском, расплавленным с маслом и нанесенным кистями, пока она еще горячая, а затем эту восковую обработку поверхности следует снова нагреть, поднеся ее к древесному углю, полученному из растительных галлов, пока она не начнет сочиться, а затем ее следует разгладить восковыми валиками, а затем чистыми льняными тряпками, таким же образом, как придают блеск мрамору…».
Витрувий, римский автор, писавший об архитектуре, ок. 75-15 гг. до н.э. Витрувий пишет в «Десяти книгах об архитектуре» (7.9.3): «Но тот, кто хочет быть более осторожным и кто хочет отполировать поверхность киновари, чтобы она сохранила свой надлежащий цвет, должен, после того как стена будет отполирована и высушена, нанести на нее кистью пунический воск, расплавленный на огне и смешанный с небольшим количеством масла; после этого он должен заставить воск потеть, нагревая его и стену в тесном контакте с древесным углем, содержащимся в железном сосуде; и, наконец, он должен выровнять все, натирая его восковыми свечами и чистыми льняными тканями, точно так же, как обрабатывают обнаженные мраморные статуи», а в 4.2.2 говорится, что синий воск использовался на резных деревянных деталях, таких как триглифы на конструкции крыш храмов.
Плутарх, греческий писатель и историк, писал в основном биографии, ок. 46-127 гг. н.э. Плутарх пишет в трактате «De Gloria Atheniensium», раздел 6, что в мастерских скульпторов работали энкаустики, позолотчики и живописцы. Рихтер упоминает, что Плутарх в Quaestiones Romanae, 287 D. пишет, что ганозис статуй необходим, так как красная охра, которой окрашены древние статуи, в противном случае быстро потеряла бы свой цвет.
Стены поверхностно обработаны или покрыты воском, ганозисом, это особенно касается стен, окрашенных киноварью , где пунический воск использовался для защиты киновари от потемнения. Этот метод также описывается как применяемый к мрамору , как пишет Плиний, для придания ему блеска, в то время как Витрувий пишет, что его применяли для обработки обнаженных статуй. Плутарх пишет, что энкаустики работали в мастерских скульпторов и что ганозис статуй был необходим для сохранения красного цвета. Хомолле, 1890, стр. 497-503, описывает, что космезис представлял собой уход за ценными статуями на Делосе в эллинистический период, и что для этой цели использовались чистящие средства, масло, воск, ткани и розовое масло.

### Антикварные восковые находки
На древних скульптурах и стенах было обнаружено несколько восковых фигур. Чаще всего это очень небольшие суммы или просто намеки. Поэтому трудно сказать, является ли это ганозисом или энкаустикой, поскольку на основании полученных результатов часто бывает сложно сделать какие-либо выводы. Старые описания находок воска трудно поддаются проверке. Если материала достаточно, то на основе физических и химических анализов можно определить или получить представление о том, является ли материал воском. Более поздние примеры находок восковых изделий из древних сооружений, вероятно, представляют большую ценность с точки зрения точности, поскольку анализы были значительно улучшены.
Воск, возможно, использовался в Греции уже в V и IV веках до нашей эры. как показывают исследования мрамора Парфенона и Гефестиона. В 1933 году Россманн писал, что энкаустическая каменная роспись храма Парфенон, несмотря на разрушение, по-видимому, находится в хорошем состоянии сохранности. В музее Парфенона хранится большое количество остатков расписанных энкаустической краской мраморных изделий, в которых, по определению А. Эйбнера, связующим веществом был воск. [ 7 ] Александр Эйбнер был руководителем «Veruchsanstalt für Maltechnik» в Мюнхене. Ближе к концу своей жизни, в 1932 году, он опубликовал статью об анализе связующих материалов, которая содержала важное резюме по этому вопросу и была «передовым достижением» того времени. [8]
По данным Дженкинса и Миддлтона, химики Фарадей и Ландерер, ок. 1840, доказательства использования воска на мраморе скульптур Парфенона и храма Гефеста, [9] но они указывают, что сами не смогли доказать использование воска на скульптурах Парфенона или Гефеста. [10] По данным Коха (1954, 107 и далее), считается, что воск был найден в храме Гефеста на Афинской агоре и датируется серединой V века до н.э. [11]
Бринкманн пишет, что воск был обнаружен на скульптурных украшениях храма E в Селинуте, греческой колонии на Сицилии. Храм E — дорический храм, датируемый ок. 490-470 гг. до н.э., вероятно, посвящён Гере. Кожные покровы богинь выполнены из добавленных мраморных деталей, остальные части — из известняка, на поверхности этих мраморных деталей обнаружен воск с небольшим количеством добавленного светлого пигмента. [12]
Уолтерс обнаружил пчелиный воск на стеле Парамитиона. Находка описана в Eine bemalte attice Grabstele unter der Quarzlampe, MüJb 11, 1960, 13 Anm. 3. [13] Стела «Парамифион», находящаяся в Staatliche Antikensammlungen und Glyptothek, Мюнхен, инвентарный номер. 483, греческий и датируется ок. 380-370 гг. до н.э., была реконструирована, но без использования воска. [ 14 ] Ниже приведен отрывок из работы, представленной в Британском музее в Лондоне в сентябре 2011 года на семинаре по античной скульптурной полихромии, организованном Брижит Буржуа: «Поверхностная обработка пчелиным воском на портретной голове Береники II в Маримонте». Находящаяся в Королевских музеях Маримонта, Бельгия (инв. № B 264), мраморная голова царицы Птолемеев, обычно идентифицируемая как Береника II и датируемая концом III в. до н. э., демонстрирует явные признаки древней полихромии (росписи и позолоты), известные с момента обнаружения предмета в Египте в 1901 г. Она принадлежала официальной статуе царицы, стоявшей в храме в Гермуполисе Магна. Недавно при поддержке C2RMF (Центра исследований и реставрации музеев Франции, Париж) было проведено научное исследование, которое все еще продолжается. Он начал давать некоторые результаты в отношении древних техник живописи и золочения, а также реставрации в античности. Также были получены новые доказательства, подтверждающие древнюю обработку поверхностей пчелиным воском. Будет представлен краткий предварительный отчет об открытии и анализе (с помощью ИК-Фурье и газовой хроматографии) этой обработки поверхности воском, вероятно, связанной с обработкой ганозисом». [ 15 ]
Колонна Траяна, стоящая на форуме Траяна в Риме и освященная в 113 году н. э., была описана в 1933 году как имеющая красочные остатки энкаустической росписи. [7]
Во время так называемых терм Сосандра, датируемых II в. н.э., являющегося частью комплекса римских бань, расположенного в Байе, Италия, в подвальном помещении в 1950-х годах были обнаружены некоторые древние гипсовые слепки. Их фрагментировали и использовали для обратной засыпки вместе с грунтом; Предполагается, что они являются отливками греческих бронзовых статуй. Мелкозернистые гипсовые слепки имели иногда восковую и блестящую поверхность. [16] Эта поверхность была проанализирована и обнаружила органический материал, состоящий из жирных и восковых компонентов. [17] Христа Ландвер (Christa Landwehr) полагает, что для обработки поверхности гипсовых слепков использовалась смесь оливкового масла и пчелиного воска.[18] Когда в 1748 году были обнаружены Помпеи и начались раскопки, были обнаружены удивительные настенные росписи, блестящие и глянцевые, и считалось, что они были обработаны воском. Но когда эта блестящая глянцевая поверхность со временем начала тускнеть и становиться тусклой, некоторые стены обработали воском. Поэтому сейчас трудно определить, был ли изначально воск или его нанесли после раскопок, поскольку документация отсутствует или отсутствует. [19]
Дюран и др. находит признаки техники секко в настенных росписях. Органические связующие вещества обнаружены во фрагментах расписных штукатурных стен в Помпеях, в «Доме золотого браслета» и на «Вилле папирусов» в Геркулануме. Органическими связующими веществами, скорее всего, являются растительный воск или пчелиный воск, а также белковые и резиновые соединения. Однако они не исключают, что полученные результаты могут быть связаны с более поздними материалами консервации. [20]
Анализ настенных росписей из Прима Порта и Сан-Лоренцо показал, что для обработки поверхности украшений, выполненных с использованием киновари, использовался пчелиный воск. [ 21 ]
Куни и др. исследовали 8 образцов испано-римской настенной живописи из Испании в Ампуриасе, Картахене и Баэло-Клаудии. Они датируются I веком до н.э. - II веком н.э. Образцы были проанализированы на наличие связующего вещества с помощью ИК-Фурье-спектроскопии и компьютерной гравитационной масс-спектрометрии. Ученые полагают, что обнаружили убедительные доказательства наличия пчелиного воска и мыла во всех 8 образцах с помощью ИК-Фурье-спектроскопии и в 5 образцах с помощью компьютерной гравитационной масс-спектрометрии. Образцы были взяты непосредственно из раскопок и не подвергались консервации. [ 22 ]
Бирштейн и Тульчинский исследовали фрагменты настенной живописи, датируемые I в. до н.э. - 1 век. н.э., из археологических раскопок в Риме и Керчи и найденного здесь воска. [ 23 ]
Это говорит о том, что воск использовался при создании некоторых величайших произведений греческой и римской античности, включая скульптуру, архитектуру и живопись. Они датируются V веком. до н.э. по II в. ОБЪЯВЛЕНИЕ. Образ взят из скульптуры, гипсовых слепков, настенной живописи и архитектуры.

## Поздняя обработка воском античной скульптуры
Антикварные скульптуры часто подвергались довольно жесткой обработке с целью их очистки и придания им максимально возможного белого цвета, поскольку именно так должна была выглядеть античная скульптура с середины XVIII по XIX век. Именно в этот период, неоклассицизм , античность и античные скульптуры стали высоко цениться. Однако скульптуры можно также обработать воском и другими материалами, чтобы получить нужную патину . Антикварные скульптуры могли подвергаться чистке, в ходе которой мог быть удален весь старый воск, но с другой стороны, мог быть нанесен и более новый воск. Этот факт затрудняет оценку восковых находок древних скульптур.
Из этого английского рецепта видно, что в определенные периоды и культуры было принято обрабатывать статуи воском. «Восковой лак для статуй. Растопите 1 унцию белого или очень светлого пчелиного воска с 4 унциями скипидара. Нанесите кистью, пока он еще теплый, предварительно нагрев статую тряпками с горячей водой и протерев ее. Нанесите кистью и вытрите лак, оставив только тонкую пленку». [ 24 ] Процесс, при котором воск проникает в каменные и гипсовые поверхности под действием тепла, называется энкаустикой.
Одди написал статью о консервации мраморной скульптуры в британских музеях с начала XIX века по 1975 год. В ней описывается иногда суровое обращение; пчелиный воск не упоминается как способ обработки поверхности, но в 1858 году во внутреннем письме музея говорилось: «Я считаю своим долгом сказать, что некоторые работы сильно повреждены невежественным и небрежным литьем (с маслом и жиром) и реставрациями воском, воском и смолой». [ 25 ] Было бы интересно узнать, были ли это недавние реставрации или древние, но в документе говорится, что в 1858 году на древней мраморной скульптуре в Британском музее были обнаружены воск и воск/смола. Фейфер писала об обработке античных поверхностей в XVIII веке. Она пишет, что поверхности часто подвергались радикальной механической и химической очистке [ 26 ] , в то время как Плендерлейт и Вернерс упоминают об использовании различных восков, полиэтиленгликоля и микрокристаллического, для полировки мраморной скульптуры. [ 27 ] В галерее Уффици во Флоренции традиционно применялась искусственная патина с цветным воском и маслом, чтобы гармонировать с более новыми мраморными дополнениями и античными частями мраморной скульптуры. [ 28 ] Бринкманн упоминает, что остатки краски «Персидского всадника» были законсервированы пчелиным воском в конце 19 века, поэтому они стали темнее. [ 29 ]
Поздняя обработка античной скульптуры воском может помешать ее обработке под старину. Если в смесь были добавлены синтетические воски, то древнее происхождение можно исключить, парафин и стеарин впервые были использованы в 19 веке, скипидар также часто использовался в воске, [ 30 ] но он, к сожалению, испарился, в противном случае его также можно было бы использовать для дифференциации. Чтобы отличить более новые слои воска от старых, могут иметь значение налеты на поверхности, можно сделать цветной срез и изучить все слои. При наличии достаточного количества материала можно будет провести радиоуглеродное датирование, как уже упоминалось ранее.
Пчелиный воск использовался в качестве клея и наполнителя для мрамора. Вот рецепт от Брауна: клей и наполнитель для мрамора. Растопите вместе 1/2 унции пчелиного воска, 4 унции смолы, затем добавьте 2 унции гипса. Нагрейте мрамор и нанесите цемент, пока он еще горячий. [ 31 ] Фреччеро описывает, что смесь канифоли и пчелиного воска служила древнеримским клеем для мрамора. [ 32 ] Фарнсворт и Симмонс, 1960, 118-22, сообщают об открытии цемента, состоящего из пчелиного воска и карбоната кальция; цемент был найден в греческой бронзовой голове V века. до н.э. [ 33 ]
В древности воск, возможно, использовался для росписи и/или обработки поверхности бронзовых скульптур. В настоящее время его в основном используют в Англии и США для обработки поверхности бронзовых скульптур, устанавливаемых на открытом воздухе. [ 34 ] Воск использовался в древности и до сих пор используется в процессах литья бронзы, технике cire perdue.